# Uznání dluhu
Uznání dluhu je jednostranné písemné právní jednání, které dlužník adresuje věřiteli a kterým uznává určitý dluh vůči němu. Jde o jednu z forem utvrzení závazku, jejíž funkce spočívá v tom, že zakládá právní domněnku existence dluhu v době uznání. Nedochází tím proto k zániku původního závazku a vzniku nového, ale pouze se tím ulehčuje procesní situace věřitele, který tak existenci dluhu nemusí prokazovat, naopak důkazní břemeno přechází na dlužníka. Panuje shoda na tom, že lze uznat i jiné závazky, než jen peněžité.

## Vývoj české právní úpravy
Všeobecný zákoník občanský uznání dluhu jako zvláštní institut neznal, zaveden byl až v občanském zákoníku z roku 1950. Dalším občanským zákoníkem z roku 1964 byla jeho výslovná úprava opět z právního řádu vypuštěna a vrátila se až jeho velkou novelou roku 1991. Nový občanský zákoník s uznáním dluhu jakožto utvrzením závazku počítá v ustanoveních § 639, 2053 a 2054.
V současném českém občanském zákoníku je uznání dluhu zařazeno pod utvrzení závazku, ačkoliv v předchozím občanském zákoníku bylo zařazeno pod zajištění závazku, což potvrzovaly i převažující právní názory a právní praxe. Objevovaly se však i tehdy názory, že o klasické zajištění nejde, ale že je na místě spíše hovořit o utvrzení závazku.

## Náležitosti podle českého práva
Pod sankcí absolutní neplatnosti je pro něj stanovena písemná forma, přičemž daná listina musí obsahovat nepodmíněné uznání dluhu a jeho vyjádření co do důvodu i co do výše. Důvod nemusí být vysloven vždy výslovně, ale musí být jednoznačně dovoditelný, např. poukazem na upomínku o zaplacení dluhu, v níž je daný důvod výslovně obsažen. Stejně tak jeho výši je možné určit např. jen konkrétním způsobem výpočtu. V rozhodovací praxi se též objevila otázka, zda lze za uznání dluhu považovat též vyjádření souhlasu s vystavenou fakturou. Nejvyšší soud dospěl k názoru, že uznání dluhu musí mít základ v projevu vůle dlužníka – jeho písemném prohlášení. Pouhé odsouhlasení údajů ve faktuře nelze vykládat jako projev vůle směřující k uznání dluhu.
Specifickou formou uznání dluhu je sepsání notářského zápisu se svolením k vykonatelnosti, ve kterém dlužník nejen dluh uzná, ale i svolí k tomu, aby v případě jeho včasného neuhrazení byla na jeho majetek vedena exekuce. Tímto způsobem je sice možné uznat jen peněžitý dluh, ale pro věřitele je takové řešení velmi výhodné, neboť tím odpadne nutnost podstoupit nejdříve zdlouhavé nalézací soudní řízení.
Občanský zákoník také upravuje tzv. konkludentní uznání dluhu, a to v § 2054, a v to v případě placení úroků nebo jde-li na to usoudit při plnění části dluhu. V případě už promlčeného dluhu to však neplatí.

## Následky uznání dluhu podle českého práva
Uznání dluhu má za následek přerušení běhu dosavadní promlčecí lhůty a zahájení běhu nové, vždy desetileté, která začne běžet ode dne, kdy k uznání došlo, případně od uplynutí lhůty k plnění, pokud je v uznání uvedena. Tento následek nastane vždy, bez ohledu na to, zda o tom dlužník věděl či nikoli. Otázkou právní teorie je, kdy přesně k uznání dluhu dochází. Její část, podpořená právní praxí soudí, že je to den vyhotovení listiny s uznáním dluhu, jiní se naopak na základě toho, že jde o jednostranný adresovaný právní úkon, domnívají, že až v okamžiku jeho dojití adresátovi, tedy věřiteli.
Dalším následkem je právní domněnka trvání dluhu v době uznání, a tím i obrácení důkazního břemene na dlužníka v případě soudního řízení. Uznat lze samozřejmě nejen dluh promlčený, ale i dluh ještě nepromlčený, dále je možné i opakované uznávání dluhu, čímž dochází k neustálému odsouvání jeho promlčení, teoreticky až do nekonečna. Následek právní domněnky trvání dluhu se samozřejmě vztahuje jen na tu jeho část, která byla uznána, neboť dlužník může jakýkoli dluh uznat do jakékoli výše. Není totiž povinen jej uznat celý, stejně jako nemá povinnost jej uznat vůbec. Naopak uznat dluh, který již prekludoval, není možné, resp. je vždy bez právních účinků, protože takový dluh již z právního hlediska na rozdíl od dluhu promlčeného vůbec neexistuje. Stejně tak nelze uznat dluh zaniklý např. zaplacením. To nicméně neznamená, že by v případě „uznání“ takového dluhu dlužník nemohl případný následný soudní spor prohrát, jestliže by se mu nepodařilo jeho neexistenci prokázat.
Vůči ručiteli je uznání dluhu účinné jen tehdy, pokud s ním vyslovil souhlas. A co se týče příslušenství dluhu, pokud není v uznání výslovně uvedeno, pak se podle právní praxe právní následky s uznáním dluhu spojené vztahují pouze na jistinu.

## Odlišné právní instituty
Uznání dluhu je nutné odlišit od uznání nároku v civilním procesu, na základě kterého soud vydá tzv. rozsudek pro uznání, protože jde o úkon procesního práva, kdežto uznání dluhu je úkonem hmotněprávním, takže i v případě jeho využití musí soud věc standardně posoudit a vydat obvyklé rozhodnutí ve věci.